# 瑞安中心

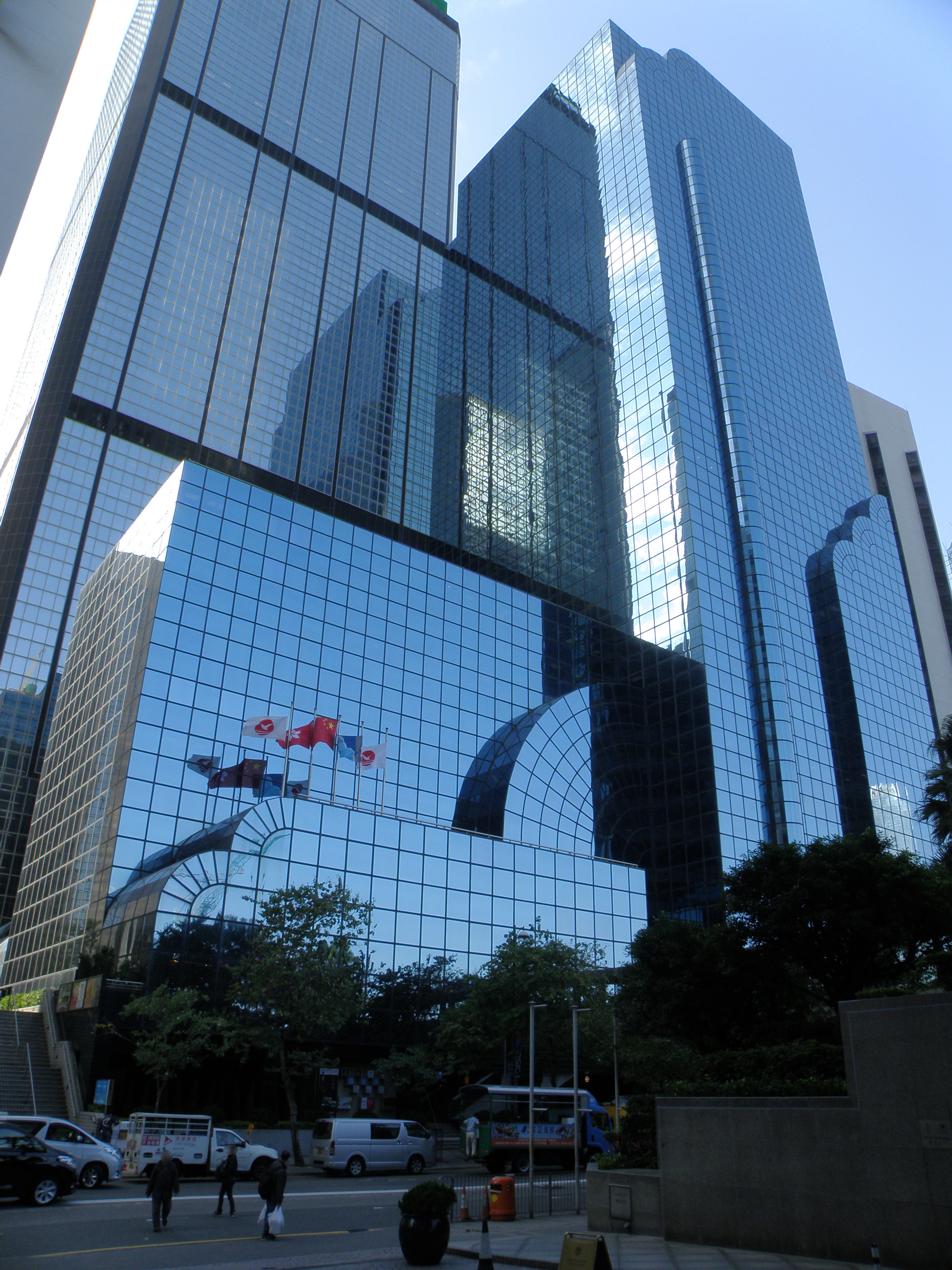
瑞安中心（左下及右方的建築）

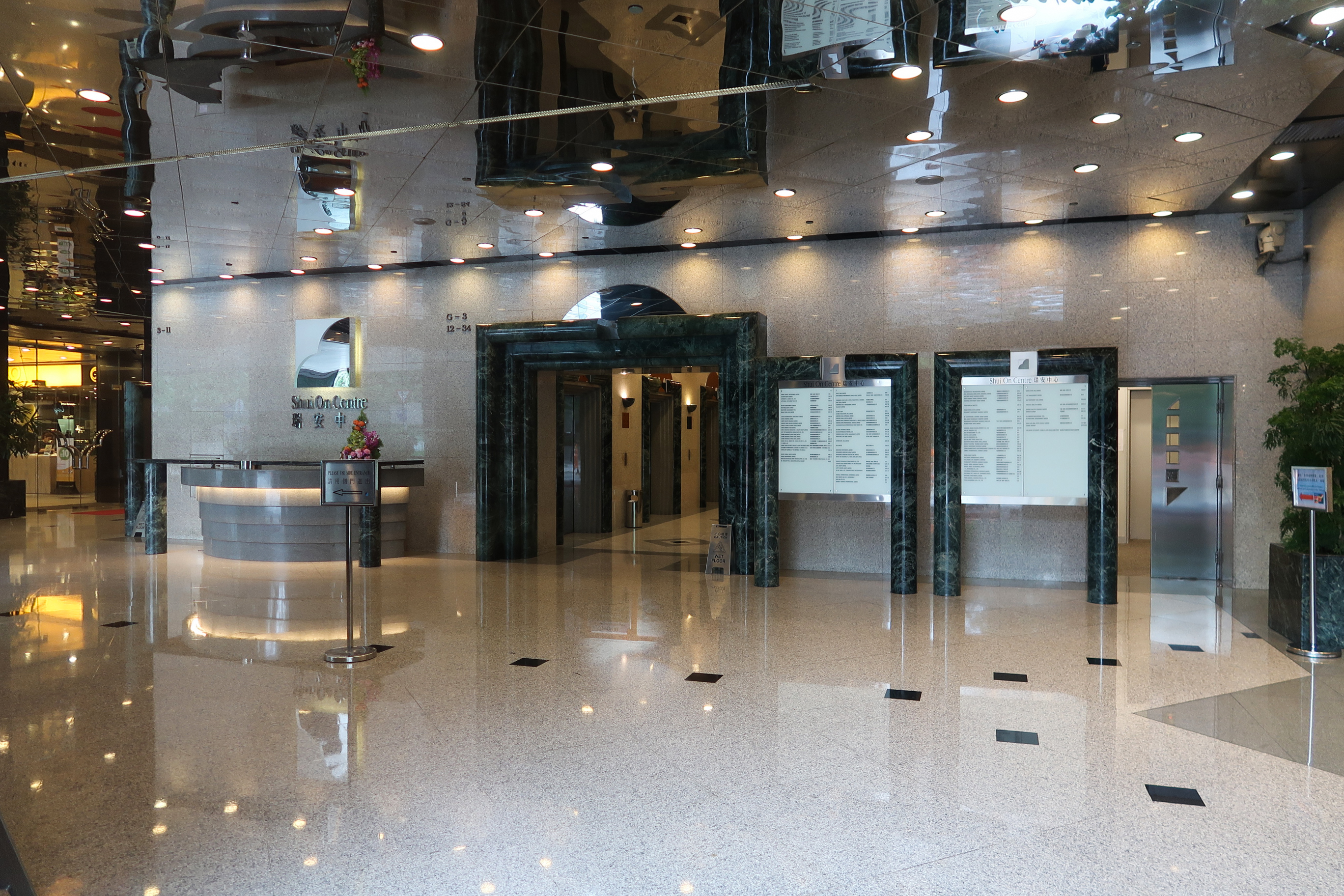
瑞安中心大堂

瑞安中心，是一座位於香港灣仔港灣道6至8號的甲級寫字樓，大廈樓高35層，總樓面積達61,000平方米，可使用面積達51,500平方米（三層地庫停車場除外），由瑞安建業發展及承建，關善明建築師事務所設計，1984年進行地基工程，1986年3月動工興建，1987年5月落成。
恒隆地產現持有瑞安中心15至28樓的樓面。

## 簡介
大廈外牆以藍寶石反射玻璃幕牆設計，基座為商場，地庫為三層停車場。寫字樓主要租戶包括安哥拉駐港總領事館（17樓1710-18室）、寶潔公司（6樓）、大學教育資助委員會（7樓）、法國萬喜建築（11樓）、李宇祥，彭錦輝，郭威，霍健琳律師事務所（19樓1911-18室）和范紀羅江律師行（23樓）等。2018年3月，入境事務處租用2樓2.2萬呎樓面作換領中心。
1樓設行人天橋連接香港會議展覽中心旁的休憩空間。

## 鄰近
- 稅務大樓
- 灣仔政府大樓
- 入境事務處
- 香港藝術中心
- 香港君悅酒店
- 香港會議展覽中心
- 會展廣場辦公大樓
- 中環廣場

## 交通
港鐵：
- █  港島綫：灣仔站A5出口
- █  東鐵綫：會展站B3出口（步行1-3分鐘）

灣仔碼頭：
- 來往尖沙咀之航線

## 外部連結
- 瑞安集團有限公司 - 地產投資項目 （页面存档备份，存于）
- 1986年瑞安中心廣告 （页面存档备份，存于）